# Bryson City
Bryson City és una població dels Estats Units i seu del comtat de Swain a l'estat de Carolina del Nord. Segons el cens del 2000 tenia 1.411 habitants.

## Demografia
Segons el cens del 2000, Bryson City tenia 1.411 habitants, 588 habitatges i 323 famílies. La densitat de població era de 255,8 habitants per km².
Dels 588 habitatges en un 21,8% hi vivien nens de menys de 18 anys, en un 38,1% hi vivien parelles casades, en un 12,8% dones solteres, i en un 44,9% no eren unitats familiars. En el 41,3% dels habitatges hi vivien persones soles el 20,7% de les quals corresponia a persones de 65 anys o més que vivien soles. El nombre mitjà de persones vivint en cada habitatge era de 2,09 i el nombre mitjà de persones que vivien en cada família era de 2,78.
Per edats la població es repartia de la següent manera: un 17,6% tenia menys de 18 anys, un 5,9% entre 18 i 24, un 24,9% entre 25 i 44, un 24,5% de 45 a 60 i un 27,1% 65 anys o més.
L'edat mediana era de 46 anys. Per cada 100 dones de 18 o més anys hi havia 78,2 homes.
La renda mediana per habitatge era de 23.232 $ i la renda mediana per família de 31.875 $. Els homes tenien una renda mediana de 26.528 $ mentre que les dones 19.833 $. La renda per capita de la població era de 14.446 $. Entorn del 14,8% de les famílies i el 19,2% de la població estaven per davall del llindar de pobresa.

## Poblacions més properes
El següent diagrama mostra les poblacions més properes.